# Redescobrir
Redescobrir é o primeiro álbum ao vivo da cantora brasileira Maria Rita, lançado em 2012. O álbum foi consagrado com um disco de platina. O projeto marca os 30 anos da morte de Elis Regina, mãe de Maria Rita. No repertório, apenas canções famosas na voz de Elis. O disco mostra a emocionada interpretação de Maria Rita para as músicas dos compositores mais representativos na carreira de Elis: Chico Buarque, Edu Lobo, Belchior, Gilberto Gil, Rita Lee, Adoniran Barbosa, Jorge Ben Jor, Ivan Lins e a dupla Aldir Blanc e João Bosco, entre outros. Milton Nascimento ganhou uma menção especial, com a trinca "Morro Velho", "O Que Foi feito" e "Maria Maria" ("Herdei essa amizade", justificou Maria Rita na pré-estreia, no Rio). Também cantores, como Ângela Maria e Cauby Peixoto, foram lembrados com "Vida de Bailarina" e "Bolero de Satã", respectivamente.

## Sobre o álbum
O show de gravação ocorreu nos dias 10, 11 e 12 de agosto de 2012 no Citibank Hall em São Paulo. Em um cenário simples iluminado por luzes baixas, apareceu com figurino todo branco e deu boas-vindas à plateia cantando os primeiros versos de "Imagem". Durante a execução, fez uma pausa e se afastou para que todos ouvissem e prestassem atenção apenas em uma gravação com a voz de Elis, foi como se quisesse mostrar quem realmente era a estrela da noite.
| “ | “Não sei nem o que dizer. Muito obrigado é pouco. Cara, que lindo! Obrigada pela presença, pela paciência, pela espera. Como filha, não como intérprete. Esse DVD só está acontecendo por causa de vocês" | ” |

, Maria Rita agradeceu delicadamente (e um tanto tímida) ao final da canção "Como Nossos Pais" a presença de todos.
O álbum foi indicado ao Grammy Latino em 2013 na categoria Melhor Álbum de Música Popular Brasileira, e venceu a categoria.

## CD

### Faixas
| Disco 1        |                                           |                                    |         |  |
| N.º            | Título                                    | Compositor(es)                     | Duração |  |
| 1.             | "Imagem"                                  | Luiz Eça, Ronaldo Bôscoli          | 3:31    |  |
| 2.             | "Arrastão"                                | Edu Lobo, Vinicius de Moraes       | 2:59    |  |
| 3.             | "Como Nossos Pais"                        | Belchior                           | 4:20    |  |
| 4.             | "Vida de Bailarina"                       | Américo Seixas, Dorival Silva      | 2:22    |  |
| 5.             | "Bolero de Satã"                          | Guinga, Paulo César Pinheiro       | 3:52    |  |
| 6.             | "Águas de Março"                          | Antônio Carlos Jobim               | 3:43    |  |
| 7.             | "Saudosa Maloca"                          | Adoniran Barbosa                   | 4:22    |  |
| 8.             | "Agora Tá"                                | Tunai, Sérgio Natureza             | 2:59    |  |
| 9.             | "Ladeira da Preguiça"                     | Gilberto Gil                       | 3:03    |  |
| 10.            | "Vou Deitar e Rolar (Qua Qua Ra Qua Qua)" | Baden Powell, Paulo César Pinheiro | 3:53    |  |
| 11.            | "Querelas do Brasil"                      | Maurício Tapajós, Aldir Blanc      | 3:58    |  |
| 12.            | "O Bêbado e a Equilibrista"               | João Bosco, Aldir Blanc            | 3:10    |  |
| 13.            | "Menino"                                  | Milton Nascimento, Ronaldo Bastos  | 2:41    |  |
| 14.            | "Onze Fitas"                              | Fátima Guedes                      | 2:58    |  |
| Duração total: | Duração total:                            | Duração total:                     | 47:51   |  |

| Disco 2        |                                                   |                                                 |         |  |
| N.º            | Título                                            | Compositor(es)                                  | Duração |  |
| 1.             | "Me Deixas Louca (Me Vuelves Loco)"               | Armando Manzanero, Paulo Coelho                 | 2:52    |  |
| 2.             | "Tatuagem"                                        | Chico Buarque, Ruy Guerra                       | 3:41    |  |
| 3.             | "Essa Mulher"                                     | Joyce, Ana Terra                                | 3:22    |  |
| 4.             | "Se Eu Quiser Falar Com Deus"                     | Gilberto Gil                                    | 4:18    |  |
| 5.             | "Zazueira"                                        | Jorge Ben Jor                                   | 4:24    |  |
| 6.             | "Alô Alô Marciano"                                | Rita Lee, Roberto de Carvalho                   | 3:35    |  |
| 7.             | "Aprendendo a Jogar"                              | Guilherme Arantes                               | 3:43    |  |
| 8.             | "Doce de Pimenta"                                 | Rita Lee, Roberto de Carvalho                   | 3:23    |  |
| 9.             | "Morro Velho"                                     | Milton Nascimento                               | 5:33    |  |
| 10.            | "O Que Foi Feito Devera (De Vera) / Maria, Maria" | Milton Nascimento, Fernando Brant               | 5:19    |  |
| 11.            | "Fascinação (Fascination)"                        | F. D. Marchetti, M. de Feraudy, Armando Louzada | 2:08    |  |
| 12.            | "Romaria"                                         | Renato Teixeira                                 | 4:31    |  |
| 13.            | "Madalena"                                        | Ivan Lins, Ronaldo Monteiro                     | 3:07    |  |
| 14.            | "Redescobrir"                                     | Luiz Gonzaga Jr.                                | 4:57    |  |
| Duração total: | Duração total:                                    | Duração total:                                  | 54:53   |  |

## DVD
O show de gravaçaõ do DVD ocorreu nos dias 10, 11 e 12 de agosto de 2012 no Citibank Hall, em São Paulo, Maria Rita contou ao UOL que só resolveu gravar as músicas da mãe porque teve muitos pedidos de fãs, principalmente pelas redes sociais. “A reação do público me arrebatou”, disse, referindo-se aos primeiros cinco shows, que ocorreram dentro do projeto Nivea Viva Elis, que relembrou os 30 anos da morte da cantora, no começo de 2012. O projeto virou uma turnê que percorreu o país ao longo do ano, mas a decisão de cantar as músicas de Elis Regina não veio de maneira fácil. Segundo Maria Rita, ela sentia uma “insegurança descabida” de revisitar a obra da mãe.
| “ | “Por muito tempo, achei que se fizesse isso, minha carreira iria ter um ponto final. Que as pessoas iam dizer que ocupei o posto da minha mãe e eu nunca mais conseguiria lançar um disco meu" | ” |

.

### Faixas
| N.º | Título                                            | Duração |  |
| 1.  | "Imagem"                                          |         |  |
| 2.  | "Arrastão"                                        |         |  |
| 3.  | "Como Nossos Pais"                                |         |  |
| 4.  | "Vida de Bailarina"                               |         |  |
| 5.  | "Bolero de Satã"                                  |         |  |
| 6.  | "Águas de Março"                                  |         |  |
| 7.  | "Saudosa Maloca"                                  |         |  |
| 8.  | "Agora Tá"                                        |         |  |
| 9.  | "Ladeira da Preguiça"                             |         |  |
| 10. | "Vou Deitar e Rolar (Qua Qua Ra Qua Qua)"         |         |  |
| 11. | "Querelas do Brasil"                              |         |  |
| 12. | "O Bêbado e a Equilibrista"                       |         |  |
| 13. | "Menino"                                          |         |  |
| 14. | "Onze Fitas"                                      |         |  |
| 15. | "Me Deixas Louca (Me Vuelves Loco)"               |         |  |
| 16. | "Tatuagem"                                        |         |  |
| 17. | "Essa Mulher"                                     |         |  |
| 18. | "Se Eu Quiser Falar Com Deus"                     |         |  |
| 19. | "Zazueira"                                        |         |  |
| 20. | "Alô Alô Marciano"                                |         |  |
| 21. | "Aprendendo a Jogar"                              |         |  |
| 22. | "Doce de Pimenta"                                 |         |  |
| 23. | "Morro Velho"                                     |         |  |
| 24. | "O Que Foi Feito Devera (De Vera) / Maria, Maria" |         |  |
| 25. | "Fascinação (Fascination)"                        |         |  |
| 26. | "Romaria"                                         |         |  |
| 27. | "Madalena"                                        |         |  |
| 28. | "Redescobrir"                                     |         |  |

## Certificações
| País          | Certificação | Vendas   |
| ------------- | ------------ | -------- |
| Brasil - ABPD | Platina      | 150.000+ |